# Alouatta ululata
Alouatta ululata е вид бозайник от семейство Паякообразни маймуни (Atelidae). Видът е застрашен от изчезване.

## Разпространение
Видът е ендемичен за горите в североизточните бразилски щати Сеара, Мараняо и Пиауи.